# Al-Ain

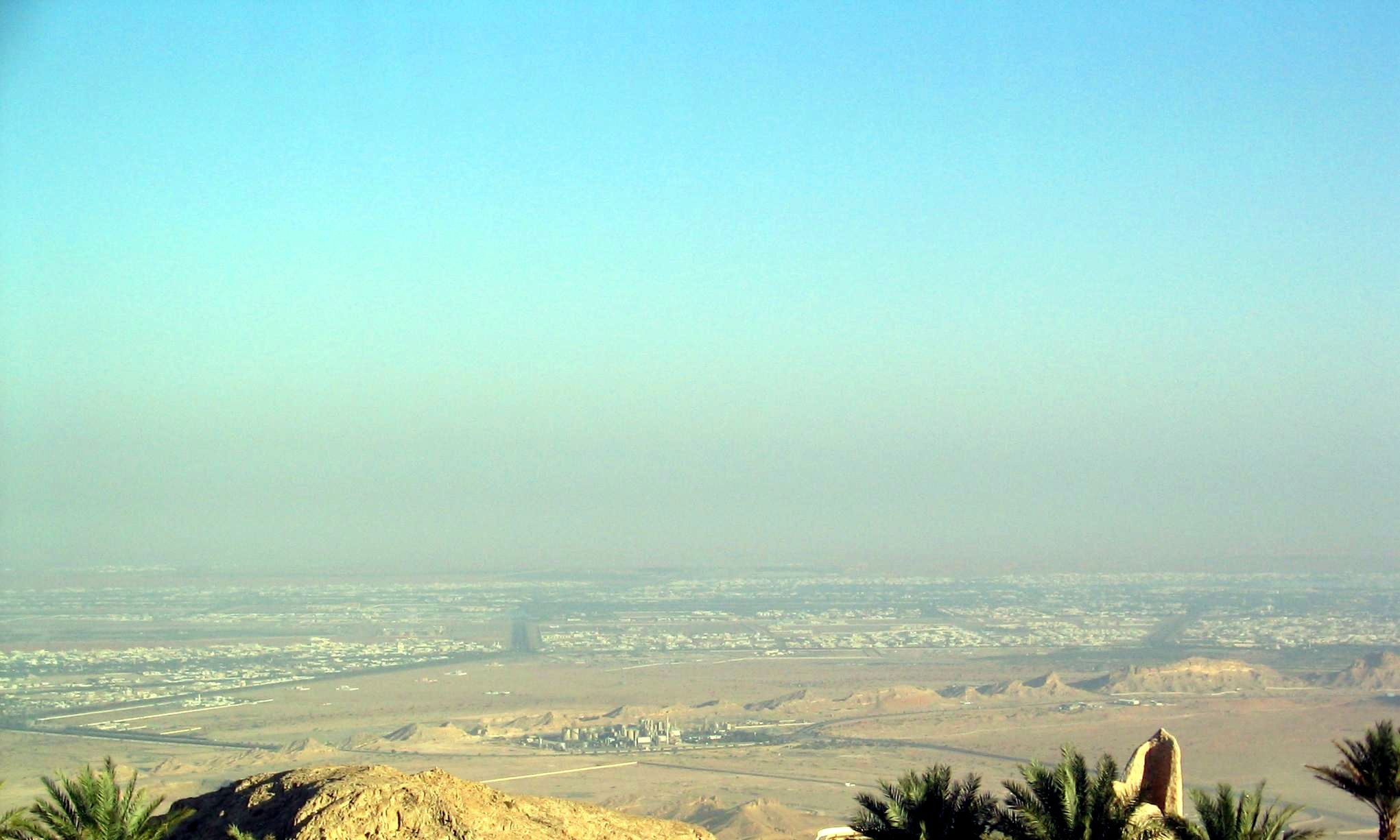
Vista de la ciutat

Al-Ain ('La font') coneguda com a ciutat jardí, és la segona ciutat de l'emirat d'Abu Dhabi i una de les principals dels Emirats Àrabs Units, amb uns 450.000 habitants (382.625 habitants el 2001). És a 157 km d'Abu Dhabi. El seu nom de ciutat jardí deriva dels arbres i flors que alineen els carrers. Era la residència preferida de l'emir Zayed II bin Sultan Al Nahayan, el primer president dels Emirats Àrabs Units i emir d'Abu Dhabi, mort el 2004. La ciutat cobreix una àrea molt gran en relació amb la seva població (12.950 km²).
Fou construïda sobre un oasi central, part del grup de Buraimi (la ciutat de Buraimi, força propera, és a poca distància al nord-est i pertany a Oman).
El cost de la vida és un 70% inferior al d'Abu Dhabi (ciutat) i té menys trànsit i menys humitat.
A la rodalia, es troba la muntanya del Jebel Hafeet, des del cim de la qual es pot veure una gran vista de la ciutat. Al peu de la muntanya, la zona coneguda per Mubazzarah Verda, és una zona irrigada de gespa i herba per a l'oci dels ciutadans i inclou algunes fonts d'aigua calenta que venen de la serralada de l'Hàjar. Diversos oasis es troben a la vora de la ciutat i es conserven els antics sistemes d'irrigació.
L'antiga residència del xeic Zayed a la ciutat ha estat restaurada i es pot visitar. La ciutat disposa de tota mena de serveis sanitaris, educatius, administratius, religiosos, esportius i d'oci, mercats i comerços. Els estrangers no hi poden adquirir propietat i viuen de lloguer. El lloguer és considerablement més baix a les veïnes viles sota sobirania d'Oman.
A la zona, hi ha diversos jaciments arqueològics: els jardins d'Hili s'han construït sobre una sèrie de tombes de fa cinc mil anys, i al peu del Jebel Hafeet hi ha també tombes de vers els 3000 aC. A la vall dels Fòssils, a la frontera amb Oman, hi ha abundància de fòssils marins.
La zona comercial principal és el Mall d'Al-Ain (amb zona lúdica inclosa), al centre; també és important l'Al-Jimi Shopping; el mercat central ven fruites i verdures produïdes localment. La ciutat disposa d'un parc zoològic i nombrosos parcs públics.
A la rodalia, al nord-oest, hi ha l'aeroport Internacional d'Al-Ain.